# Guerre civile grecque
Pour les articles homonymes, voir Guerre civile grecque (homonymie).
 (janvier 2015).
Si vous disposez d'ouvrages ou d'articles de référence ou si vous connaissez des sites web de qualité traitant du thème abordé ici, merci de compléter l'article en donnant les références utiles à sa vérifiabilité et en les liant à la section « Notes et références ».
Guerre froide
La guerre civile grecque est un conflit armé ayant opposé de 1946 à 1949 l'armée grecque gouvernementale (soutenue par le Royaume-Uni et les États-Unis) à l'Armée démocratique de Grèce, branche armée du Parti communiste de Grèce (soutenu par la Yougoslavie, la Bulgarie et l'Albanie). Les communistes grecs ne furent pas aidés par l'URSS en raison des accords de partition d'influence négociés à la conférence de Moscou de 1944. Le conflit s'acheva par la victoire du gouvernement royaliste sur les forces communistes, dont les survivants durent s'exiler dans les pays communistes, principalement en Bulgarie, Roumanie, Hongrie et Tchécoslovaquie.

## Prélude au cours de la Seconde Guerre mondiale
À la suite de la victoire allemande sur les forces armées grecques en 1941, un régime d'Occupation fut mis en place en Grèce. Un mouvement de résistance s'organisa en septembre 1941, réunissant les forces vives du KKE ainsi que des militants démocrates et syndicalistes. L'EAM organisa une armée de Résistance, qui prit le nom d'ELAS (« Armée populaire de libération nationale », Εθνικός Λαϊκός Απελευθερωτικός Στρατός, ΕΛΑΣ en grec), dominée par le Parti communiste de Grèce.
La résistance grecque fut principalement le fait des communistes, appuyés par les factions démocrates et socialistes ainsi que par le clergé orthodoxe. Bien qu'uni face à l'ennemi commun, l'ELAS était politiquement divisé entre communistes et démocrates, ces derniers étant exclus du haut-commandement militaire, lequel était sous le contrôle du KKE. En conformité avec les directives du Komintern annoncée après l'invasion de l'URSS par l'Axe, le KKE adopta un discours public valorisant l'union nationale et la lutte contre l'occupant, au détriment de la rhétorique marxiste-léniniste et internationaliste d'avant-guerre.

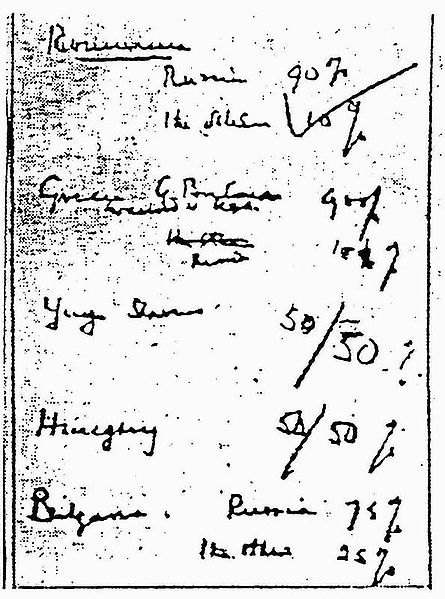
Conservé à la Bildarchiv der Österreichischen Nationalbibliothek de Vienne, le fameux accord de pourcentage contresigné par Churchill et Staline à Moscou le 9 octobre 1944.

À l'instar de la résistance yougoslave menée par Tito, l'ELAS bénéficia pour un temps de l'aide britannique. Les intérêts britanniques dans la région étaient très anciens, avec une participation importante du Royaume-Uni dans la consolidation de la puissance hellénique face aux Ottomans au XIXe siècle. L'importance que prenait le KKE dans la conduite de la Résistance était contraire aux intérêts britanniques, qui sollicitèrent de la part de l'URSS la fin du soutien aux communistes grecs.
Les agents britanniques déployés en Grèce reçurent pour mission de nuire à l’ELAS. Ils tentèrent de recruter ses partisans en leur proposant de l'argent, financèrent de petites organisations rivales, y compris certaines versant parfois dans la collaboration avec l'occupant nazi. Ils placèrent également des hommes au sein du gouvernement collaborationniste ainsi que dans les bataillons de sécurité créés par le régime. Ce double jeu sème dès l’hiver 1943-1944 les germes de la guerre civile.
À la suite de la conférence de Moscou, Joseph Staline accepta que l'influence britannique en Grèce soit à hauteur de 90 %, en échange d'un compromis 50-50 en Yougoslavie. L'accord avait été préparé au printemps 1943 lorsque Churchill et Anthony Eden s'étaient rendus à Moscou pour conférer avec Staline et Viatcheslav Molotov. Les communistes grecs, ignorant ces accords, constituèrent un gouvernement grec clandestin qui cessa de reconnaître le roi et le gouvernement grec du Caire. Le roi Georges II répondit en formant avec le libéral vénizéliste Georges Papandréou, un gouvernement de coalition composé de toutes les autres tendances. Les forces armées grecques d’Égypte se mutinent en avril 1944 contre la monarchie et réclament l’intégration de la Résistance dans le gouvernement en exil.

## Début des hostilités (1944-1946)
En octobre 1944, aussitôt après la retraite des forces allemandes, Churchill fit débarquer au Pirée la brigade britannique de Ronald Scobie, qui exigea le désarmement de l'ELAS et sa dissolution. Afin de lutter contre le communisme, les autorités britanniques libérèrent et armèrent les miliciens collaborateurs ainsi que les groupes monarchistes qui avaient été internés à la suite de la Libération. La direction du Parti communiste, soucieuse de participer à la vie politique après la guerre, ne s'opposa pas aux Britanniques. Cependant, les troupes britanniques se firent rapidement hostiles à la présence des communistes et engagèrent une série d'actions afin de les déloger du sud de la Grèce. Les 3 et 4 décembre 1944, les autorités britanniques font ouvrir le feu sur une grande manifestation à Athènes, faisant une centaine de morts et de blessés. Après les combats de décembre, la loi martiale est instaurée à Athènes. Les quartiers rebelles sont bombardés par les avions britanniques sur ordre de Churchill.
La résistance communiste engagea le combat contre les Britanniques et prit rapidement la quasi-totalité de la Grèce continentale à l'exception de Salonique et d'Athènes. Les combats cessèrent en février 1945, à la suite de la conférence de Yalta, lorsque Staline demanda à l'EAM-ELAS d'accepter la trêve de Varkiza et la régence exercée par le métropolite Damaskinos d'Athènes jusqu'au retour du roi Georges II, qui eut lieu après un plébiscite (en septembre 1946).
Áris Velouchiótis et certains de ses compagnons s'opposèrent à cet accord et reprirent le maquis. Exclu par le KKE à la suite de sa rupture avec la ligne de Moscou, Velouchiótis fut assassiné le 16 juin 1945 par le 118e bataillon de la Garde nationale, possiblement grâce à l'aide du NKVD.
À Athènes, les autorités britanniques organisent la tenue d'élections législatives avant le plébiscite promis sur le retour de la monarchie. En dépit de l’accord de Varkiza, anciens collaborateurs et miliciens monarchistes se constituent en forces politiques présentes aux élections. Ils organisent par la suite des groupes paramilitaires participant à la mise en place d'une terreur blanche dans les zones précédemment contrôlées par l'ELAS. En protestation, le KKE appelle à l’abstention et refuse de se présenter. La forte abstention désigne une Assemblée et un gouvernement de droite et d’extrême droite où sont représentés collaborateurs et politiciens en place depuis le régime de Metaxas. Dès lors, un simple contrôle d’identité, où figure le vote, suffit pour repérer les abstentionnistes, suspectés d’être communistes ; l’hésitation du KKE à reprendre le combat laisse emprisonner ses cadres et 90 % des anciens officiers de l’Elas.
Sous la conduite de Márkos Vafiádis, l'EAM-ELAS établit un gouvernement révolutionnaire à Konitsa, en Épire. De 1946 à 1949, de violents combats se poursuivirent dans des conditions atroces, entre d'un côté les communistes soutenus par la Yougoslavie et le bloc soviétique, et de l'autre côté le gouvernement multipartite monarchiste soutenu par le Royaume-Uni et par la suite par les États-Unis. La rupture entre Tito et Staline et l'application par ce dernier des accords de Moscou du 9 octobre 1944 laissèrent Márkos Vafiádis sans ressources et contraignirent les partisans communistes à déposer les armes en octobre 1949. Menacés d'exécution sommaire, beaucoup s'expatrièrent avec leurs familles dans les pays communistes où on les surnomma les « Koukouès » (de l'épelé grec des initiales du Parti communiste grec : KKE) pour les distinguer des autres minorités grecques locales (par exemple les Pontiques).

## L'escalade de la violence (1946-1949)

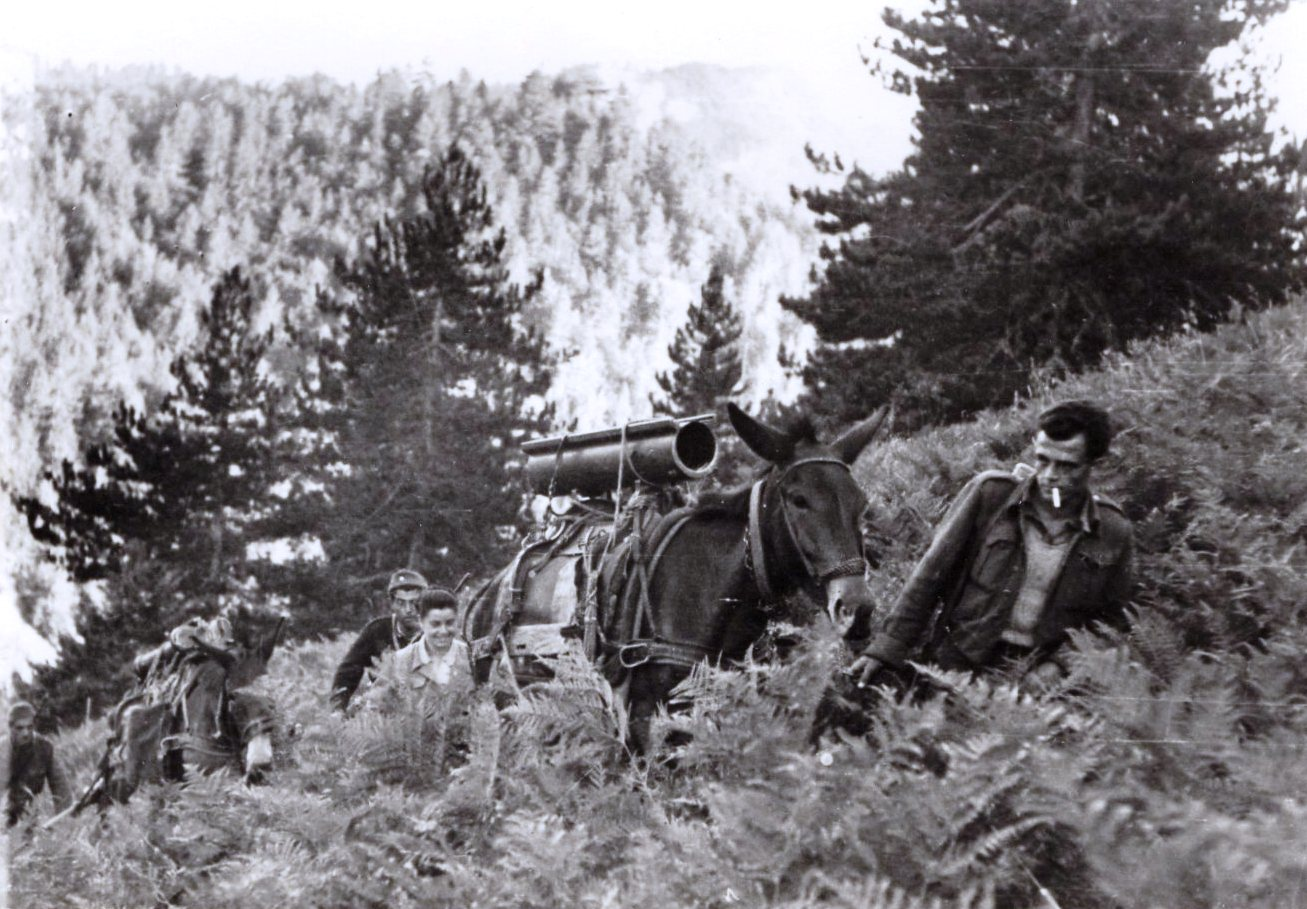
Combattants de l'Armée Démocratique de la Grèce, conduite par d'anciens résistants de l'EAM - décembre 1947.

Le Parti communiste grec, première force politique du pays à la libération, ne prit pas officiellement le pouvoir en décembre 1944, mais l'EAM-ELAS refusa de se dissoudre et se tourna contre les troupes Alliées (grecques royalistes et britanniques) venues du Caire. L'accord de Várkiza (février 1945) proclama un cessez-le-feu et des élections ainsi que la promesse d'un référendum sur la nature politique du régime.
À Athènes, les autorités britanniques décident d'organiser des élections législatives avant le référendum promis sur le retour de la monarchie. En dépit de l’accord de Varkiza, anciens collaborateurs et miliciens monarchistes imposent la « terreur blanche », comprenant de nombreux viols, arrestations et meurtres, sans réaction de la police. En protestation, le Parti communiste et l'EAM appellent à l’abstention aux élections. Une fraude massive et l’abstention à 50 % désignent une Assemblée et un gouvernement de droite et d’extrême droite où sont représentés collaborateurs et hommes politiques en place depuis le régime de Metaxas. Dès lors, un simple contrôle d’identité, où figure le vote, suffit pour repérer les abstentionnistes, suspects d’être communistes ; l’hésitation du KKE à reprendre le combat laisse emprisonner ses cadres et la majorité des anciens officiers de l’Elas. C'est ainsi que le commandant Márkos Vafiádis, dit Márkos, partit se réfugier avec ses troupes dans la montagne. Il bénéficia en outre du soutien du gouvernement de Tito, qui lui fournit des armes et du ravitaillement.
Au début de l'année 1947, le Royaume-Uni veut se désengager de la guerre civile grecque en raison de la situation économique compliquée à laquelle le pays fait face. Sur les conseils de son Chancelier de l'Échiquier Hugh Dalton, le premier ministre Clement Attlee décide de mettre fin à son soutien à l'armée royale grecque, tout en demandant officiellement aux États-Unis, en février 1947, de reprendre ce rôle. Dans le cadre de la Doctrine Truman, les Etats-Unis acceptent et octroient une aide militaire pour soutenir la Grèce et la Turquie. La guerre civile prit une dimension internationale avec l'intervention américaine et les enjeux de la Guerre froide.
Acculées dans la montagne par les milices de droite, celles de gauche créèrent, en décembre 1947, une Armée démocratique de la Grèce, conduite par d'anciens résistants de l'EAM, avec un gouvernement révolutionnaire communiste. Bientôt, l'armée royaliste fusionna avec les milices de droite (recrutant même d'anciens collaborateurs sortis des prisons pour faire nombre).
Pendant près de trois ans, l'Épire (sauf la côte) et la majeure partie de la Macédoine-Occidentale et les zones de la Thessalie et de la Macédoine-Centrale furent le territoire de la République (communiste) de Konitza. Le reste de la Grèce forma un royaume anticommuniste (avec toutefois des poches de résistance communiste dans les quartiers modestes des grandes villes). Dans les zones frontalières de Konitzaa un véritable front se mit en place avec bombardements (y compris aériens du côté royaliste), offensives et contre-offensives, tandis qu'attentats et répression ensanglantaient les villes. Seules les îles furent épargnées. Des dizaines de villages changèrent de mains plusieurs fois et furent finalement abandonnés par leurs habitants, sommés de choisir un camp et accusés de trahison par l'autre. Le rapport de force fut tout d'abord favorable à l'ELAS, du fait de la connaissance du terrain et de l'expérience de ses 50 000 hommes. D'autre part, les troupes royalistes étaient mal formées et très peu motivées à combattre la résistance communiste. Les tentatives pour reprendre le contrôle des régions du Nord se soldèrent par des échecs.
C'est alors que Márkos Vafiádis, en voulant pousser trop loin son avantage, prit une décision qui allait se révéler être une faute tactique. En effet, il décida de faire, d'une armée de guérilla, une armée offensive contre l'armée et le pouvoir royalistes d'Athènes, mais les andartès (« partisans ») n'étaient pas préparés. Il fallait s'attirer le soutien de toute une partie de la population pour s'assurer de solides bases arrière et de ravitaillement. en outre, Les Britanniques puis les Américains, qui craignaient de voir la Grèce tomber dans l'orbite de Moscou, aidaient militairement le gouvernement royaliste d'Athènes de façon conséquente. Mieux formée et avec un moral un peu plus élevé, l'armée royaliste parvint peu à peu à reprendre le contrôle des zones perdues.
Par ailleurs, les communistes grecs se trouvent en 1948 dans une situation compliquée en raison de la rupture entre Tito et Staline. À la suite de l'exclusion de Tito du Kominform, Zachariadis estime qu'il faut rester fidèle à la ligne de Moscou et désapprouver Tito. Vafiadis n'est pas d'accord et appelle à une position plus neutre car le soutien yougoslave est très conséquent. Cela vaut à Vafiadis d'être démis de ses fonctions et emmené de force en Albanie où il est quasiment retenu prisonnier même si les ordres continuent à être donnés en son nom. Il est ramené en Grèce en 1949.
Staline n'apporta pas pour autant le soutien escompté par Zachariadis et ses partisans. En effet, Staline, respectant les accords de Yalta concernant la Grèce, fit fermer la frontière bulgare (sauf aux réfugiés communistes désarmés) et n'apporta aucune aide militaire aux communistes grecs. Le Royaume-Uni, profitant de l'arrimage des communistes grecs à la ligne de Moscou, tenta lui de faire basculer la position de Tito en lui faisait miroiter la possibilité de conclure un accord commercial si la Yougoslavie se désengageait des affaires grecques.
Privé de bases arrière et de logistique, l'armée communiste se trouva seule face à une armée gouvernementale redynamisée. En 1949, celle-ci infligea une défaite définitive à l'armée communiste aux monts Gràmmos en Macédoine. Márkos avait déja été exfiltré à Moscou en mars 1949.
Tito, jusqu'en 1948, et les partis communistes bulgare et albanais avaient aidé militairement la guérilla, à la différence de l'Union soviétique. La guerre s'est donc terminée en 1949, quand la Yougoslavie, principal fournisseur d'armes, arrêta ses livraisons après la sécession de Tito du bloc communiste en 1948.

## Bilan
En 1949, la Grèce est en piteux état : on estime qu'elle aurait perdu environ 8 % de ses habitants à cause de la Seconde Guerre mondiale et de la guerre civile combinées. Les destructions furent importantes : 1,2 million de sans-abris, la majeure partie de la flotte marchande détruite, les infrastructures réduites à néant, tout comme les capacités agricoles et industrielles.
Les gouvernements élus, qui se succédèrent, furent dominés par le Parti conservateur jusqu'à la prise de pouvoir par la junte militaire dont le pays est ressorti traumatisé et exsangue.
Parti communiste (KKE), EAM et syndicats ne sont pas officiellement interdits jusque fin 1947, mais les militants sont arrêtés et les grèves réprimées. Tortures et privations deviennent le quotidien des personnes envoyées en camps de redressement dans les îles[réf. nécessaire]. Les tribunaux d’exception condamnent à mort des communistes pendant les quatre années qui suivent la fin des combats. Une vaste propagande tend à réécrire l’histoire nationale et à dénigrer l'EAM, dont les anciens membres sont décrits comme des « traîtres à la patrie »[réf. nécessaire].
Beaucoup moins connue que la guerre d'Espagne mais proportionnellement aussi tragique, la guerre civile grecque aurait fait 150 000 morts et des dizaines de milliers de réfugiés dans les pays communistes (de 80 à 100 000 selon les estimations) et de nombreuses exactions des deux camps. De nombreuses familles furent déchirées par le conflit et des milliers d'enfants se trouvèrent orphelins ou enlevés à leurs familles.
Les exilés communistes grecs s'implantèrent dans différents pays communistes d'Europe de l'Est, dont la Yougoslavie, l'Albanie, l'URSS, la Roumanie ou encore la Pologne, et furent pour beaucoup privés de la nationalité grecque. Ces exilés furent à différentes reprises marginalisés en raison de la barrière de la langue et de l'hostilité des populations locales qui voyaient, dans ces étrangers ravitaillés par le Parti, des privilégiés et des alliés de leurs oppresseurs.
À partir de 1965, le gouvernement grec commence à autoriser le retour au pays de certaines catégories d'exilés, à condition notamment qu'ils renoncent à leurs convictions politiques. En 1975, le premier ministre Konstantinos Karamanlis assouplit cette procédure, puis en 1982, le premier ministre Andreas Papandreou décrète une amnistie générale, autorisant les exilés à retourner au pays et récupérer leur nationalité sans conditions.
Cependant, le retour d'exil ne fut pas simple et engendra notamment des difficultés d'intégration. La plupart des exilés n'avait pas connu l'économie de marché. De plus, les enfants de beaucoup d'entre eux avaient été élevés dans les langues de leurs pays d'accueil, notamment le roumain, le serbe, et parlaient très mal, ou très peu, le grec.